# Ley de góndolas (Ecuador)

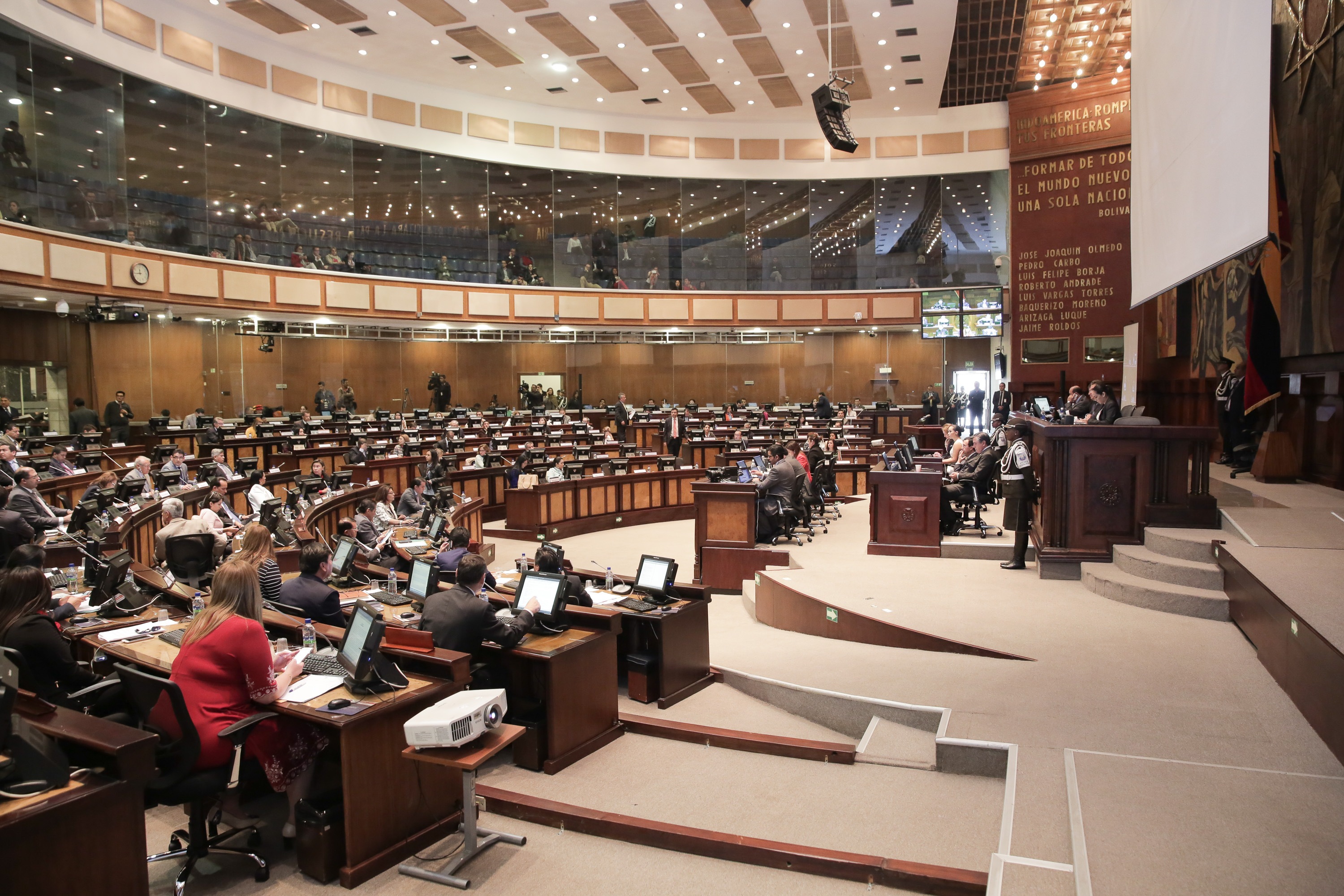
Asamblea Nacional de Ecuador

La Ley de góndolas es una legislación ecuatoriana aprobada en 2011, durante el gobierno de Rafael Correa, con el propósito de evitar que las marcas dominantes perjudiquen a los consumidores distorsionando precios. Fue llamada de este modo debido a que el dato más llamativo de la norma era la inhibición a todo supermercado de destinar una góndola para una sola marca, además de tener la obligación de exhibir productos de industria nacional dentro de ella. Fue propuesta dado que varios supermercados no pagaban la mercancía que adquirían en tiempo y forma, perjudicando así a los pequeños productores. 
Los puntos principales de la ley en Ecuador son los siguientes:
- Las cadenas comerciales que vendan hasta 10.000 productos deben invertir el 10% de su facturación anual en productos nacionales, porcentaje que sube a 14% si el comercio ofrece más de 10.000 productos.[1]
- El 20% de cada góndola debe estar ocupado con productos nacionales y ningún producto o empresa puede ocupar más del 15% de la góndola.[1]
- La fijación de precios debe ser de común acuerdo entre las partes. Queda prohibido el establecimiento unilateral del precio por parte de los proveedores o de los supermercados.[1]
- Las cadenas tienen plazos máximos de pago a proveedores y los más pequeños tienen prioridad. Por ejemplo, las deudas a las micro empresas deben ser canceladas en quince días, las de las pequeñas empresas en treinta, las medianas entre 15 y 31 y a las grandes empresas se les puede pagar dentro de los 46 a 60 días.[1]
- En lo que respecta a las obligaciones de los proveedores, ellos deben notificar a las cadenas acerca de cualquier circunstancia que pueda ocasionar desabastecimiento.[1]
- Pedro Páez, superintendente del control del poder de mercado, aclara: “(...) productores de menos de 50 mil dólares tienen que ser liquidados dentro de los primeros 15 días. De 50 a 250 mil dentro de los primeros 30 días. De 250 mil a 1 millón dentro de los primeros 45 días. Y así sucesivamente. Se eliminan todo tipo de obligaciones de entregar mercancía de forma gratuita, se prohíben todo tipo de retaliaciones y de prácticas anti competitivas, de prácticas desleales, y además se garantiza la persistencia de los más pequeños y de los grandes productores nacionales.[2]

La Superintendencia de control del Poder de Mercado, quien fue la propulsora de la ley, indicó que tuvo resultados muy beneficiosos, ya que a pesar de la fuerte resistencia de las grandes empresas, se logró una oferta diversa de productos. Además, hubo mayor innovación y mayor cumplimiento de estándares de sanidad. Lo que no pudo reducirse fue el precio, aunque argumentaron que la dolarización predominante en el país sudamericano, lo impedía.